# 夏玉麟
夏玉麟（1486年—？），字國符，南直隶常熟县（今常熟市）人，明朝政治人物。同进士出身。

## 生平
治《詩經》，應天府鄉試第一百十一名舉人，年三十八歲中式嘉靖二年（1523年）癸未科會試第三百十八名，第三甲第一百一名進士。授建安县知县，擢刑部主事，歷任员外、郎中。嘉靖十三年（1534年）任福建建宁府知府，嘉靖十六年（1537年）由王正思接任。

## 家族
曾祖夏晟。祖父夏口。父夏剑。母徐氏；继母钱氏。具庆下。弟鐵麟、郊麟、石麟。